# Radio Gafsa
Radio Gafsa (arabe : إذاعة قفصة) est une radio régionale et généraliste tunisienne dont la décision de création est annoncée le 13 février 1991 ; le démarrage des émissions est effectif le 7 novembre de la même année. Elle couvre le sud-ouest du pays.
Arabophone, son volume horaire augmente de six heures par jour lors de son lancement à vingt heures par jour en 2010 et 24 heures sur 24 en avril 2015. Émettant en modulation de fréquence, elle est également accessible sur Internet.
Les travaux pour la construction de la seconde partie du siège de la radio, entamés en 1994, sont achevés en décembre 2000. Le 14 janvier 2003, Radio Gafsa entre dans l'ère de la production numérique des émissions.